# Eibach (Dorfen)
Das Dorf Eibach mit seinen etwa 125 Einwohnern ist ein nördlicher Gemeindeteil der Stadt Dorfen im oberbayrischen Landkreis Erding. 

## Geschichte
808 wird der Ort mit einer Kirche als Ad Ipah urkundlich erstmals erwähnt. Der Name leitet sich von den Eiben am Bach ab. Im 12. Jahrhundert hat ein Ortsadel seinen Sitz in Eibach. Der Ort hat einen regen Besitzerwechsel im Hoch-/Spätmittelalter zu verzeichnen, darunter z. B. das Hochstift Salzburg und die Laiminger zu Wasentegernbach. 1582 kommt Eibach an die Fürstpropstei Berchtesgaden. Bis 1806 war die alte auf einem Hügel stehende Schule eine Kirche. Unter dem Deckmantel großer Schulfreudigkeit ließ der Schuldirektor Josef v. Klöckl die Georgskirche in eine Schule umbauen. 1882 wurde sie durch einen Neubau ersetzt, der jetzt als Grundschule dient.

## Ehemaliges Gemeindegebiet

Eibachs altes Schulhaus, in dem noch weitgehende Teile der ehemaligen Georgskirche stecken

Im Jahre 1809 wurde aus den Obmannschaften Püstling, Weckerling, Kienraching und Jakobrettenbach sowie den Hofmarken Kalling, Haus, Eibach und Breitenloh die Gemeinde Eibach gebildet. 1967 hatte die Gemeinde mit seinen 45 Orten auf 2159 ha 1465 Einwohner. 
Zu den größten Ortsteilen der im Zuge der Gemeindereform 1972 aufgelösten Gemeinde zählten außer Eibach die Dörfer und stattlichen Weiler Kienraching, Schnaupping, Wölling, Jaibing, Norlaching, Kalling und Breitenloh. Weitere wichtige Orte waren die Kirchweiler Staffing und Jakobrettenbach sowie Algasing mit seinem Pflegeheim und der alte Hofmarkssitz Haus. Die Orte Kienraching, Schnaupping und Wicheling kamen am 1. Januar 1972 zu Taufkirchen (Vils) und der Rest nach Dorfen.
Eibach hatte von 1898 bis 1993 (gemeinsam mit Algasing) einen Bahnhof an der Bahnstrecke Dorfen–Taufkirchen–Velden. Ein weiterer Haltepunkt (Babing) lag bei Kienraching.